# Тазовське сільське поселення
Та́зовське сільське поселення (рос. Тазовское сельское поселение) — сільське поселення у складі Тазівського району Ямало-Ненецького автономного округу Тюменської області Росії.
Адміністративний центр та єдиний населений пункт — селище Тазовський.
Населення сільського поселення становить 7201 особа (2017; 6793 у 2010, 5965 у 2002).
Станом на 2002 рік існувала Тазовська селищна рада (смт Тазовський, село Тібейсале, присілок Мессо), пізніше село Мессо та присілок Тібейсале опинились на міжселенній території.